# Uniroyal

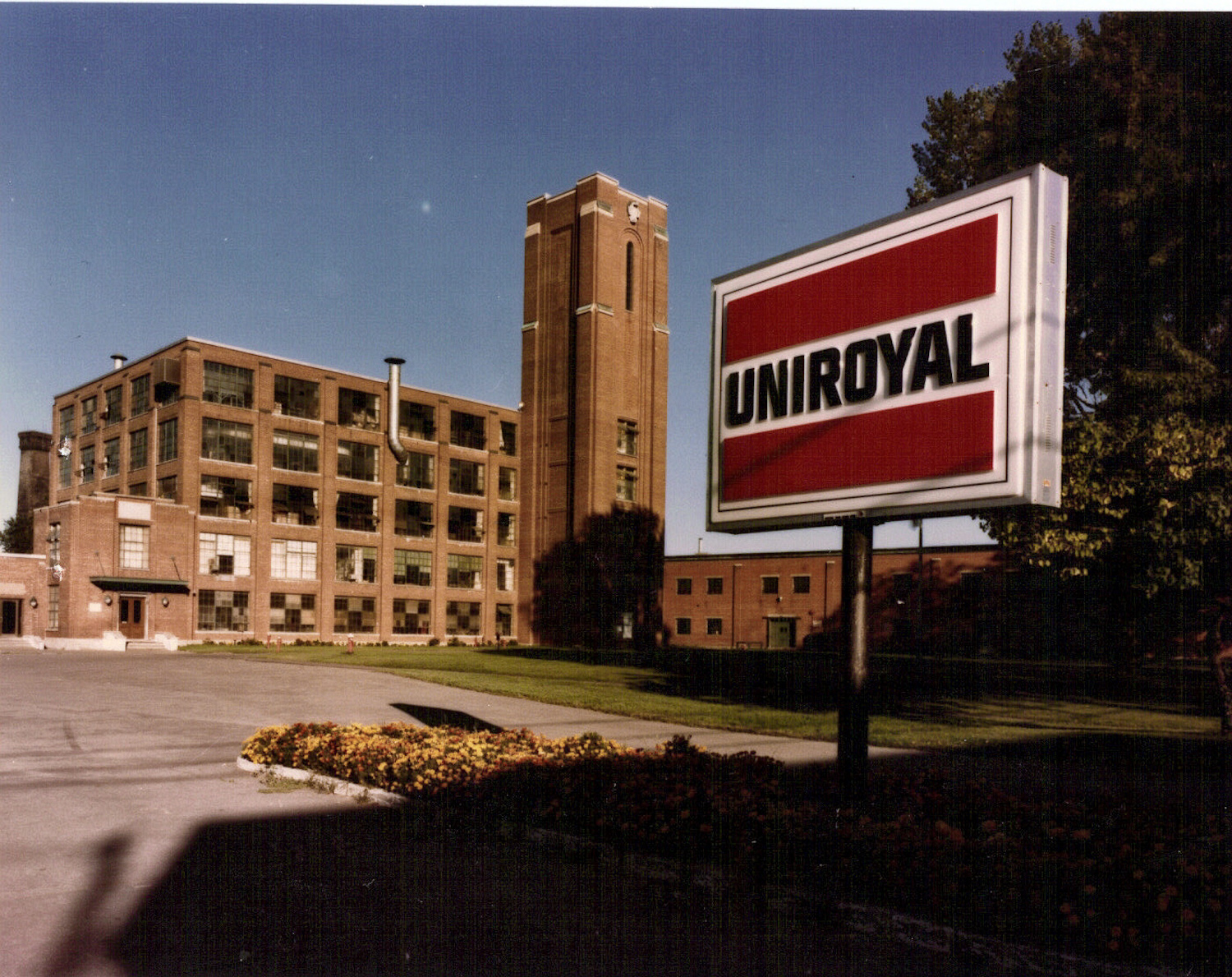
L'usine de Saint-Jérôme (Province de Québec, Canada), en 1975.

Uniroyal est une marque de pneumatiques américaine créée en 1892 à Naugatuck (États-Unis), sous le nom d'United States Rubber Company. L'entreprise prend le nom d'Uniroyal Inc. en 1961 et en 1967, la marque d'Uniroyal est utilisée pour tous les produits du manufacturier. Depuis 1979, Uniroyal est une filiale de Continental AG, sauf en Amérique du Nord, au Pérou et en Colombie, où elle est une filiale de Michelin depuis 1990.

## Histoire

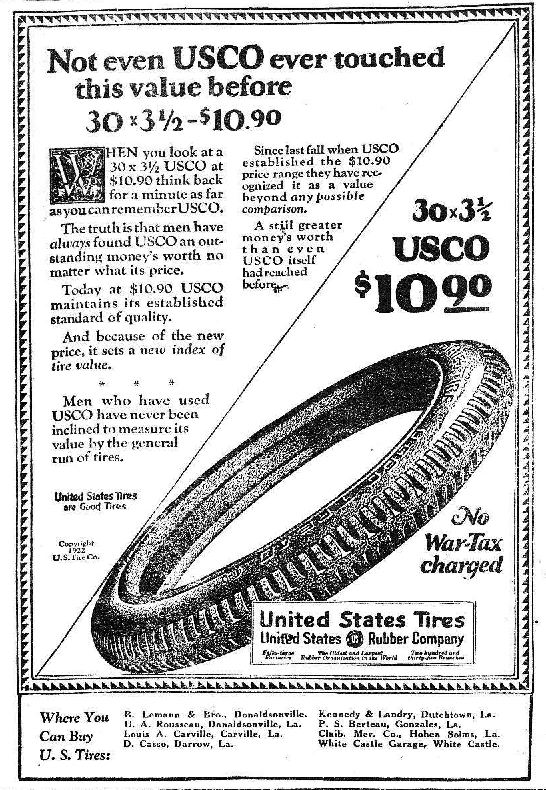
Publicité de 1922 d'un journal aux États-Unis, la compagnie s'appelait « United States Tire ».

La compagnie Canadian Rubber Company est fondée à Montréal en 1854. Elle opère au Canada sous divers noms : Canadian Rubber Co., Brown, Hibbard, Bourn and Company, Canadian Consolidated Rubber Company, Dominion Rubber Company, Uniroyal. En 1906, la Canadian Consolidated Rubber Co. a comme actionnaire majoritaire la United States Rubber Company, qui peut ainsi pénétrer le marché canadien.
En 1958, l'entreprise américaine crée une alliance avec le groupe belge Englebert, créé par Adélaïde Coudère et Oscar Englebert à Liège en 1877, pour ses activités en Europe. Cette division est baptisée Uniroyal Englebert Deutschland AG, puis Uniroyal-Englebert en 1963, et simplement Uniroyal en 1966. En 1979, Uniroyal vend cette division et ses quatre usines de Belgique, Allemagne, France et Écosse à Continental AG.
En 1985, le groupe se retire de la cotation en bourse aux États-Unis et vend ses activités chimiques. Les activités de pneumatiques sont fusionnées avec B.F. Goodrich pour créer Uniroyal Goodrich Tire Company.
En 1990, la marque française Michelin achète Goodrich et la marque Uniroyal. Désormais la fabrication des pneus Uniroyal est assurée par Michelin aux États-Unis et par Continental AG en Europe.